# Cardioglossa occidentalis
Cardioglossa occidentalis är en groddjursart som beskrevs av Blackburn, Kosuch, Schmitz, Burger, Wagner, Gonwouo, Hillers och Rödel 2008. Cardioglossa occidentalis ingår i släktet Cardioglossa och familjen Arthroleptidae. Inga underarter finns listade.